# Municipio de Essunga
Municipio de Essunga (del sueco: Essunga kommun) en la provincia de Västra Götaland en la provincia histórica de Vestrogotia. También es una parte de Skaraborg. Su capital es Nossebro. El municipio está situada al sur del Vänern y a una hora de camino de Gotemburgo. En un radio de 80 kilómetros hay 1.3 millones personas, seis universidades 12 ciudades.

## División administrativa
Hasta el año de 2016 el municipio estaba dividido en 4 ciudades: Essunga församling, Fridhems församling, Främmestad-Bärebergs församling y Lekåsa-Barne Åsaka församling. A partir de ese mismo año el municipio se divide en los siguientes distritos:
- Barne-Åsaka
- Bäreberg
- Essunga
- Främmestad
- Fåglum
- Kyrkås
- Lekåsa
- Malma